# Borowo-Młyn
Borowo-Młyn ist ein Dorf der Gemeinde Pobiedziska im Powiat Poznański in der Woiwodschaft Großpolen im westlichen Zentral-Polen mit einem Schulzenamt. Der Ort befindet sich etwa 3 km westlich von Pobiedziska und 21 km nordöstlich der Landeshauptstadt Poznań.

## Geschichte
Der Ort gehörte nach der Zweiten Teilung Polens 1793 zum Kreis Schroda und ab 4. Januar 1900 zum Kreis Posen-Ost. Im Jahr 1903 wurde der Ort von Borowko Hauland in Borowko umbenannt. Das Gemeindelexikon für das Königreich Preußen von 1905 gibt für den Ort neun bewohnte Häuser auf 151,4 ha Fläche an. Die 80 Bewohner, die sich aus 67 deutschsprechenden Protestanten, einem deutschsprechenden Katholiken und zwölf polnischsprechenden Katholiken zusammensetzten, teilten sich auf 13 Mehrpersonenhaushalte und zwei Bewohner mit eigenem Haushalt auf. Die evangelische Gemeinde gehörte zum Kirchspiel Pudewitz, die katholische zum Kirchspiel Pudewitz. Für den 1. Januar 1908 wird angegeben, dass der Ort Teil des Polizeidistriktes Pudewitz war. Am 24. Juli 1909 wurde der Ort in Waldstein umbenannt und hatte am 1. Dezember 1910 67 Einwohner.
In den Jahren 1975 bis 1998 gehörte der Ort zur Woiwodschaft Posen. Zum Schulzenamt gehören auch die Orte Gorzkie Pole und Promno-Stacja.